# 紫脉过路黄
紫脉过路黄（学名：Lysimachia rubinervis）为报春花科珍珠菜属的植物，为中国的特有植物。分布在中国大陆的浙江等地，生长于海拔1,000米的地区，多生长在溪边林缘，目前尚未由人工引种栽培。